# Mike Kenn
Pour les articles homonymes, voir Kenn (homonymie).
(en) Statistiques sur pro-football-reference
Michael Lee « Mike » Kenn, né le 9 février 1956 à Evanston en Illinois, est un joueur américain de football américain ayant évolué au poste d'offensive tackle.

## Biographie

### Wolverines du Michigan
Étudiant à l'université du Michigan, il joue pour les Wolverines du Michigan.

### Falcons d'Atlanta
Il est drafté en 1978 à la 13e place (premier tour) par les Falcons d'Atlanta. Il y joue toute sa carrière de 1978 à 1994. Il est titulaire à chaque match dans lequel il joue, soit 251.

## Postérité
Il est sélectionné à cinq Pro Bowls (1980, 1981, 1982, 1983 et 1984). Les Falcons d'Atlanta ont retiré son numéro 78.